# Нагрудний знак «За заслуги перед Збройними Силами України»
Почесний нагрудний знак Начальника Генерального штабу «За заслуги перед Збройними Силами України» — українська відомча нагорода, якою нагороджуються військовослужбовці Збройних Сил України.

## Історія нагороди
Заснована відповідно до наказу Начальника Генерального штабу — Головнокомандувача Збройних Сил України № 162 від 05 жовтня 2010 (зі змінами від 01.09.2011 № 163).

## Положення про відзнаку
1. Почесним нагрудним знаком начальника Генерального штабу — Головнокомандувача Збройних Сил України нагороджуються військовослужбовці, працівники Збройних Сил України громадяни України за значний особистий внесок у справу розбудови і розвитку Збройних Сил України, зміцнення співробітництва у військовій, науковій, соціальній, культурній та інших сферах життєдіяльності Збройних Сил України.
2. Нагородження нагрудним знаком здійснюється з нагоди державних, професійних свят, ювілеїв військових частин (установ), особистих ювілеїв, у разі звільнення з військової служби та в інших випадках:
- військовослужбовців — у разі вислуги у Збройних Силах України не менше 15 календарних років;
- працівників Збройних Сил України — за наявності трудового стажу на посадах у Збройних Сил України не менше 10 календарних років;
- інших осіб — за рішенням начальника Генерального штабу — Головнокомандувача Збройних Сил України.

У разі здійснення визначного вчинку військовослужбовець або працівник Збройних Сил України може бути поданий до нагородження нагрудним знаком без урахування вислуги років.
3. Подання до нагородження нагрудним знаком здійснюється у порядку, визначеному Міністром оборони України.
4. Нагрудний знак носять з лівого боку грудей і за наявності почесного нагрудного знака начальника Генерального штабу — Головнокомандувача Збройних Сил України «За доблесну військову службу Батьківщині» розміщують після нього.
4. Нагрудний знак носять з лівого боку грудей і розміщують після заохочувальних відзнак Міністерства оборони України.

## Опис відзнаки

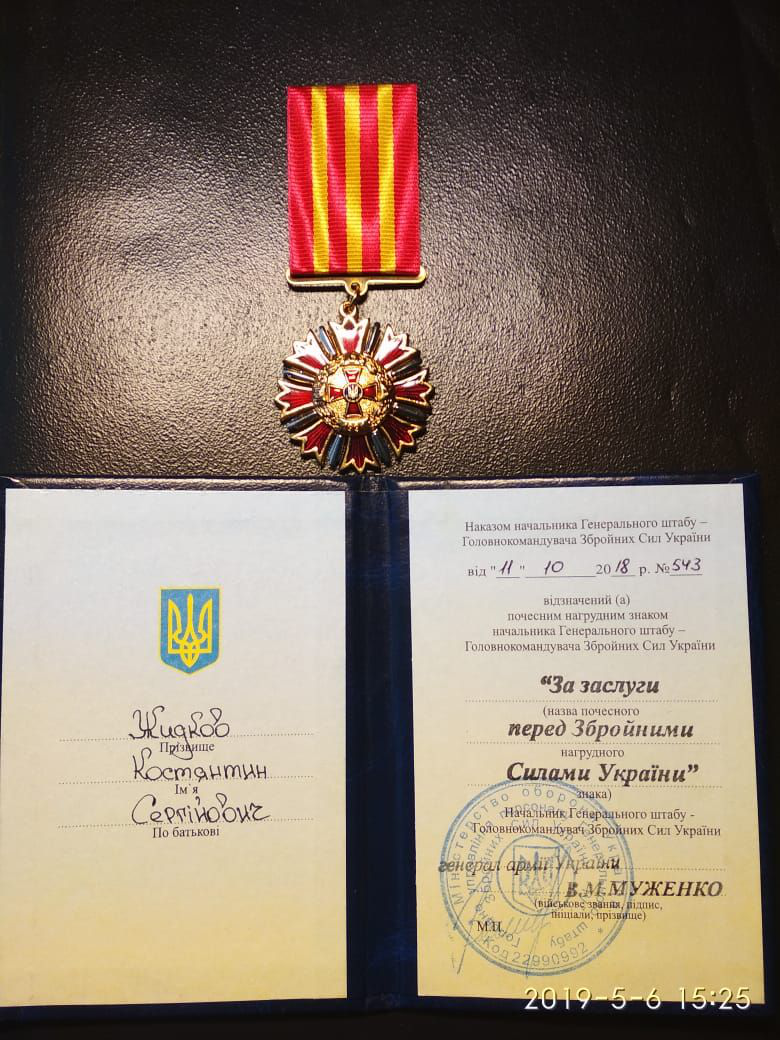
За заслуги перед Збройними Силами України

Почесний нагрудний знак начальника Генерального штабу — Головнокомандувача Збройних Сил України «За заслуги перед Збройними Силами України» (далі — нагрудний знак) виготовляється із жовтого металу і має вигляд хреста з вісьмома розбіжними променями, покритими напівпрозорою емаллю малинового кольору, між якими пучки по три промені білого металу. Пружки хреста — жовтого металу. Посередині хреста круглий медальйон жовтого металу із зображенням емблеми Збройних Сил України, який оточує вінок з лаврового листя, перевитий у чотирьох місцях стрічкою. Сторони хреста емблеми Збройних Сил України покрито емаллю малинового кольору, медальйон — емаллю синього кольору. На стрічці, що перевиває вінок, літери «З», «С», «У» та цифри «1991».
На зворотному боці нагрудного знака напис у чотири рядки: «ЗА ЗАСЛУГИ ПЕРЕД ЗС УКРАЇНИ» та вигравіруваний номер.
Всі зображення і написи рельєфні.
Розмір нагрудного знака — 35 мм.
За допомогою вушка з кільцем нагрудний знак з'єднується з прямокутною колодкою, обтягнутою стрічкою. Розмір колодки: висота — 45 мм, ширина — 28 мм. На зворотному боці колодки є застібка для прикріплення нагрудного знака до одягу.
Стрічка нагрудного знака шовкова з поздовжніми смужками: малиновою шириною 5,5 мм, жовтою шириною 3 мм, малиновою шириною 4 мм, жовтою шириною 3 мм, малиновою шириною 4 мм, жовтою шириною 3 мм, малиновою шириною 5,5 мм. Ширина стрічки — 28 мм.
Планка нагрудного знака являє собою металеву пластинку, обтягнуту відповідною стрічкою. Розмір планки: висота — 12 мм, ширина — 28 мм.

## Порядок носіння відзнаки
Почесний нагрудний знак начальника Генерального штабу — Головнокомандувача Збройних Сил України «За заслуги перед Збройними Силами України» носять з лівого боку грудей після державних нагород України та заохочувальних відзнак Міністерства оборони України або нижче них. За наявності почесного нагрудного знака начальника Генерального штабу — Головнокомандувача Збройних Сил України «За доблесну військову службу Батьківщині» розміщують після нього.